# هيرومي مياكي
هيرومي مياكي (باليابانية: 三宅宏実؛ بالكانا: みやけ ひろみ) هي رباعة يابانية، ولدت في 18 نوفمبر 1985 في نيزا في اليابان.

## وصلات خارجية
- هيرومي مياكي على موقع الاتحاد الدولي (الإنجليزية)
- هيرومي مياكي على موقع مشروع نتائج رفع الأثقال الدولية (الإنجليزية)
- هيرومي مياكي على موقع IAT Database Weightlifting (الألمانية)
- هيرومي مياكي على موقع اللجنة الأولمبية الدولية (الإنجليزية)
- هيرومي مياكي على موقع أوليمبيديا (الإنجليزية)